# Breimsvatnet
Breimsvatnet (oder Breimsvatn) ist der Name eines Sees in den Kommunen Gloppen und Sunnfjord in der norwegischen Provinz Vestland.